# Sunshine (canção de David Guetta)
"Sunshine" é um single promocional do DJ francês David Guetta e com a colaboração do também DJ sueco Avicii pertencente ao quinto álbum de estúdio Nothing But the Beat (2011) versão instrumental. A canção foi lançada em 29 de agosto de 2011, ele entrou nas paradas suecas, na posição 59. Foi também nomeado para a 54ª edição do Grammy Award para Melhor Gravação Dance.

## Faixas
| Download digital |                         |         |  |
| N.º              | Título                  | Duração |  |
| 1.               | "Sunshine" (com Avicii) | 6:00    |  |

## Créditos
Créditos adaptados a partir de notas de Nothing But the Beat.
- David Guetta – compositor, produtor, mixagem
- Tim Bergling – compositor, produtor, mixagem
- Giorgio Tuinfort – compositor, produtor

## Posições
| País — Tabela musical (2011-12) | Posição de pico |
| ------------------------------- | --------------- |
| Suécia — Sverigetopplistan      | 59              |